# Kelowna
Kelowna è una città canadese che si affaccia sul lago Okanagan. Si trova nell'Okanagan, una regione della Columbia Britannica. Il nome deriva da un termine nativo che significava "femmina di orso grizzly". Kelowna è la 22ª area metropolitana del Canada.
La città è servita dall'Aeroporto Internazionale di Kelowna.